# Oreopholus ruficollis
El chorlo cabezón, chorlo de campo, pachurrón o talulo (Oreopholus ruficollis) es una especie de ave de la familia Charadriidae. Se encuentra dentro del género Oreopholus, que es monotípico en cuanto a sus especies no extintas. Se ha descrito un pariente de la especie, Oreopholus orcesi, a partir de restos fósiles.

## Distribución y hábitat
Se encuentra desde el nivel del mar hasta los 4500 metros de altitud. Anida en los Andes, en Argentina, Chile, Bolivia y el Perú. En verano migra hacia las tierras bajas de la costa occidental y del oriente de Suramérica y hacia el norte, hasta Ecuador, Brasil y Uruguay. Llega a veces a las islas Malvinas. Sus hábitats naturales son las tierras secas tropicales o subtropicales, las llanuras templadas altas o bajas, pastizales y las tierras de pastoreo.

## Descripción
Mide entre 28 y 28 cm de longitud. Corona gris negruzca; anillo ocular blancuzco con líneas superciliares acaneladas y línea negruzca desde la base del pico hasta la nuca, cruzando el ojo; garganta anaranjada o canela rojizo; dorso gris pardusco, con barras negras y canela; parte superior del pecho grisácea con tonos acanelados en la parte inferior; vientre color crema con una mancha negra muy notoria en el centro; alas negruzcas con barras canela y borde blanco; cola grisácea con tonos canela y banda subterminal negra en las timoneras laterales. El pico es negro y las patas rosadas.

## Alimentación
Se alimenta principalmente de insectos.

## Reproducción
Se reproduce en los Andes. Anida en una depresión en la arena, en donde la hembra pone 4 huevos de color pardusco con pintas negras, de 43 por 33 mm.